# Eric Vaarzon Morel

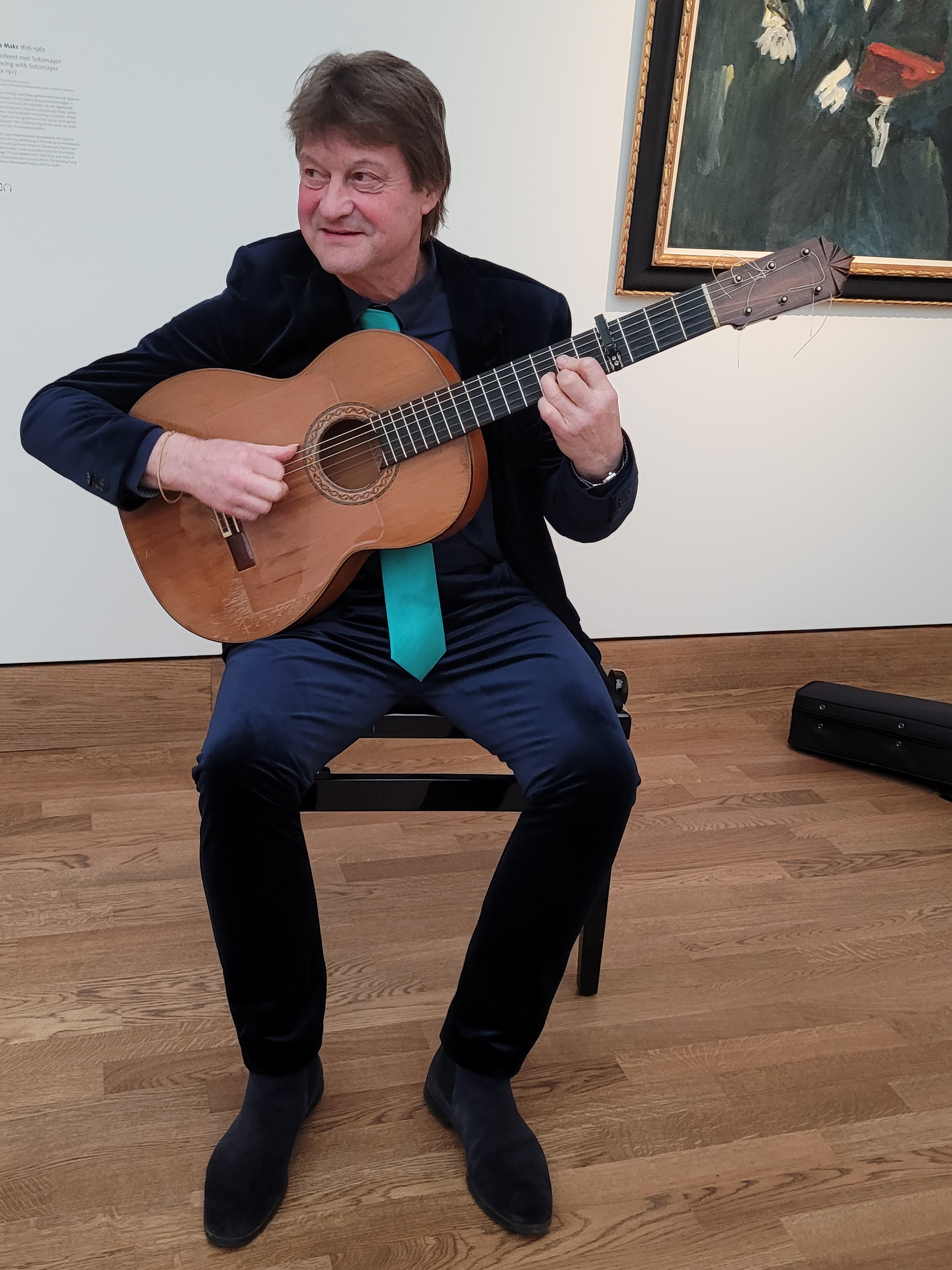
Eric Vaarzon Morel

Eric Vaarzon Morel (* 1961) ist ein niederländischer Flamencogitarrist.

## Leben
Vaarzon Morel lernte im Alter von sechzehn Jahren beim 7. Rencontre de la guitare in Frankreich den Flamencogitarristen Paco Peña kennen, dessen Schüler er wurde. Ab 1980 studierte er zwei Jahre in Spanien, danach tourte er mit der Schweizer Gruppe Flamencos en route durch Europa. Sechs Jahre lang war er Mitglied der Gruppe Cuadro Flamenco.
Daneben führte er mit seiner Gruppe Chanela eigene Kompositionen auf. 1992 spielte er sein erstes Album Flamenco de Hoy ein. 1999 komponierte und spielte er die Musik zum Theaterstück De Ongelukkige von Abdelkader Benali. Mit dem türkischen Kanunspieler Tahir Aydogdu trat er im Programm Turkish soefi and flamenco in den Niederlanden und Istanbul auf.
Zwischen 1999 und 2002 war Morel special guest der Gruppe Flairck, 2003–04 tourte er mit dem Jazzmusiker Eric Vloeimans, 2005 trat er mit dem ZAPP! Streichquartett auf. Mehrere Jahre arbeitete er auch mit den Five Great Guitars (u. a. mit Jan Kuiper, Harry Sacksioni und Jan Akkerman) zusammen.
Morel unterrichtet Flamencogitarre am Konservatorium von Amsterdam. Als Flamencogitarrist trat er in den Filmen Leef! und Het Schnitzelparadijs (Das Schnitzelparadies) auf.
2009 komponierte er die Flamenco-Oper El Greco, über das Leben des berühmten Malers El Greco.

## Diskographie
- Eric Vaarzon Morel and Chanela: Flamenco de hoy, 1992
- Sol y Sombra (mit YeYe de Cadiz, Lucas van Merwijk, El Cepillo), 2002
- Marea (mit Sinna Casita, Oene van Geel, Jesse van Ruller, Harry Sacksioni, Eric Vloeimans und dem Zapp! String Quartet), 2007